# Spalière

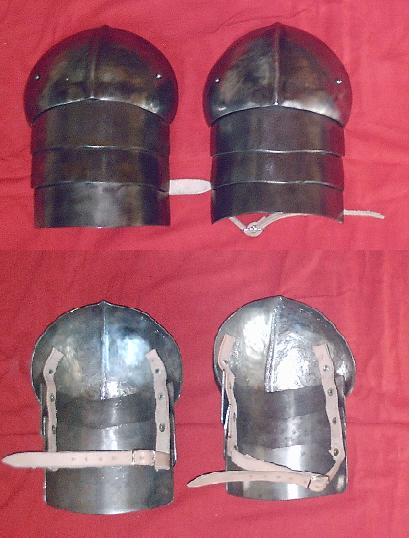
Paire de spalières.

La spalière (ou espalière ou spallière ou épaulière) est une pièce d'armure protégeant l'épaule de l'homme d'armes au Moyen Âge et reliant les brassards à la cuirasse.

## Description
La spalière est l'une des premières pièces d'armures inventées dans l'Europe médiévale, sans doute parce qu'elle est la plus indispensable : dans le combat médiéval, les coups portés à l'épaule sont fréquents et les coups portés sur le casque ricochent presque invariablement sur l'épaule et la brisent surtout si l'adversaire utilise un marteau ou une hache.
Les gambisons étaient donc fortement rembourrés en cet endroit (du cou jusqu'à l'arrière-bras). Pourtant cela ne suffisait pas, il fallait opposer à ces attaques un obstacle rigide : les ailettes qui n'étaient qu'une plaque de métal fixée sur la cotte de mailles au moyen d'un lacet à aiguillette. 
C'est en 1350 que la spalière se dessine franchement, pourtant des défauts persistent après plusieurs tentatives, sans trouver de véritable solution. On posa, vers la fin du XIVe siècle des cônes en guise de spalière. La spalière enveloppe l'épaule et le haut du bras, elle est souvent articulée. Mais à ce moment l'armure de plates se complète et elle allait devenir une pièce importante de défense. Tant qu'elle restait une pièce séparée, il était difficile de la fixer ; c'est pourquoi elle fut incluse au harnois complet. On utilisa des formes simples (lames) bien qu'au début elle fussent gênantes et qu'un adversaire habile put la décrocher avec n'importe quelle arme à pointe.
Finalement, on opta pour un système plus grand d'une seule plaque ou d'un assemblage qui s'attachait dans le dos au milieu et devant le plus proche possible du centre de la poitrine.
Elle se perfectionna jusqu'au XVIe siècle, c'est-à-dire jusqu'à l'abandon total des armures forgées.